# Австрийский национал-социализм
Австрийский национал-социализм — пангерманское движение, которое было сформировано в начале XX века. Движение приняло конкретную форму 15 ноября 1903 года, когда в Австрии была основана Немецкая рабочая партия (DAP) со своим секретариатом, дислоцированным в городе Аусиг.

## Происхождение Немецкой рабочей партии
В 1893 году Франко Штейн из Эгера и ученик переплетчика Людвига Фогель из Брюкса организовали Немецкий национальный рабочий союз (нем. Deutschnationaler Arbeiterbund). Это было объединение рабочих, учеников, членов профсоюзов железнодорожников, шахтеров и рабочих текстильной промышленности, которое отстаивало национальные интересы немцев, как результат их многочисленных конфликтов с ненемецкоговорящими рабочими, особенно в системе железнодорожного транспорта. В 1899 году Штейн провел конгресс рабочих в Эгере и обнародовал программу из 25 пунктов.
Другая конференция прошла в Саазе в апреле 1902 года под названием «Немецкая политическая организация труда в Австрии» (нем. Deutschpolitischer Arbeiterverein für Österreich). В Аусиге 15 ноября 1903 г. она реорганизована под новым названием — «Немецкая рабочая партия в Австрии» (нем. Deutsche Arbeiterpartei in Österreich (DAP)). На партийном съезде Ганс Книрш предлагает назвать партию национал-социалистической (нем. Nationalsozialistische) или немецко-социальной (нем. Deutsch-Soziale) Рабочей партией. Последний вариант был заблокирован богемской группой, которая не хотела, чтобы название копировало имя Чешской национальной социальной партии.

## ДНСАП

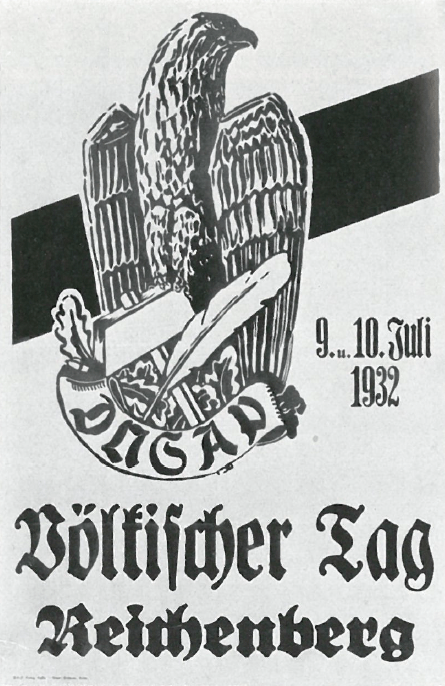
Плакат ДНСАП

На партийном съезде в Вене в мае 1918 DAP изменила своё название на «Немецкая национал-социалистическая рабочая партия» (нем. Deutsche Nationalsozialistische Arbeiterpartei (ДНСАП)) и провозгласила Программу немецкой национал-социалистической партии в Австрии которая, как полагают, повлияла позднее на программу НСДАП.
В 1923 году австрийская ДНСАП раскололась на две фракции: Немецкую социальную ассоциацию (нем. Deutschsozialen Verein) под руководством доктора Вальтера Риля и группу Шульца. После 1930 года большинство бывших членов ДНСАП стали сторонниками немецкой НСДАП во главе с Адольфом Гитлером и были одними из тех, кто способствовал аншлюсу с Германией.

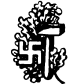
Эмблема ДНСАП

Лидерами партии, которые получили название Ландеслейтеров (нем. Landesleiter), в связи с признанием Гитлера общим фюрером, были Альфред Прокш (1931-33), Герман Нойбахер (1935) и Йозеф Леопольд (1936-38), хотя реальная власть в партии часто принадлежала Теодору Хабихту, эмиссару Гитлера, направленному для наблюдения за нацистской деятельностью в Австрии.